# 프리즈 (음악 그룹)
프리즈(Frees)는 2006년에 결성된 대한민국의 5인조 혼성 그룹이다.

## 방송
- 《비바! 프리즈》 (2006년, SBS)

## 앨범
- 《너의 꿈을 말해봐》 (2007년)
- 《야후꾸러기 추천동요 베스트 100 Track List》 (2007년)
- 《야후 꾸러기 캐롤 베스트》 (2007년)
- 《야후꾸러기 동요나라 페스티벌》 (2008년)

## 공연
- 2007년 2월 10일 ~ 2월 11일 서울 삼성동 코엑스 오디토리엄
- 2007년 2월 24일 ~ 2월 25일 경기 고양어울림극장